# Ranub Dong
Ranub Dong is een bestuurslaag in het regentschap Aceh Barat van de provincie Atjeh, Indonesië. Ranub Dong telt 585 inwoners (volkstelling 2010).